# 魏辛湖

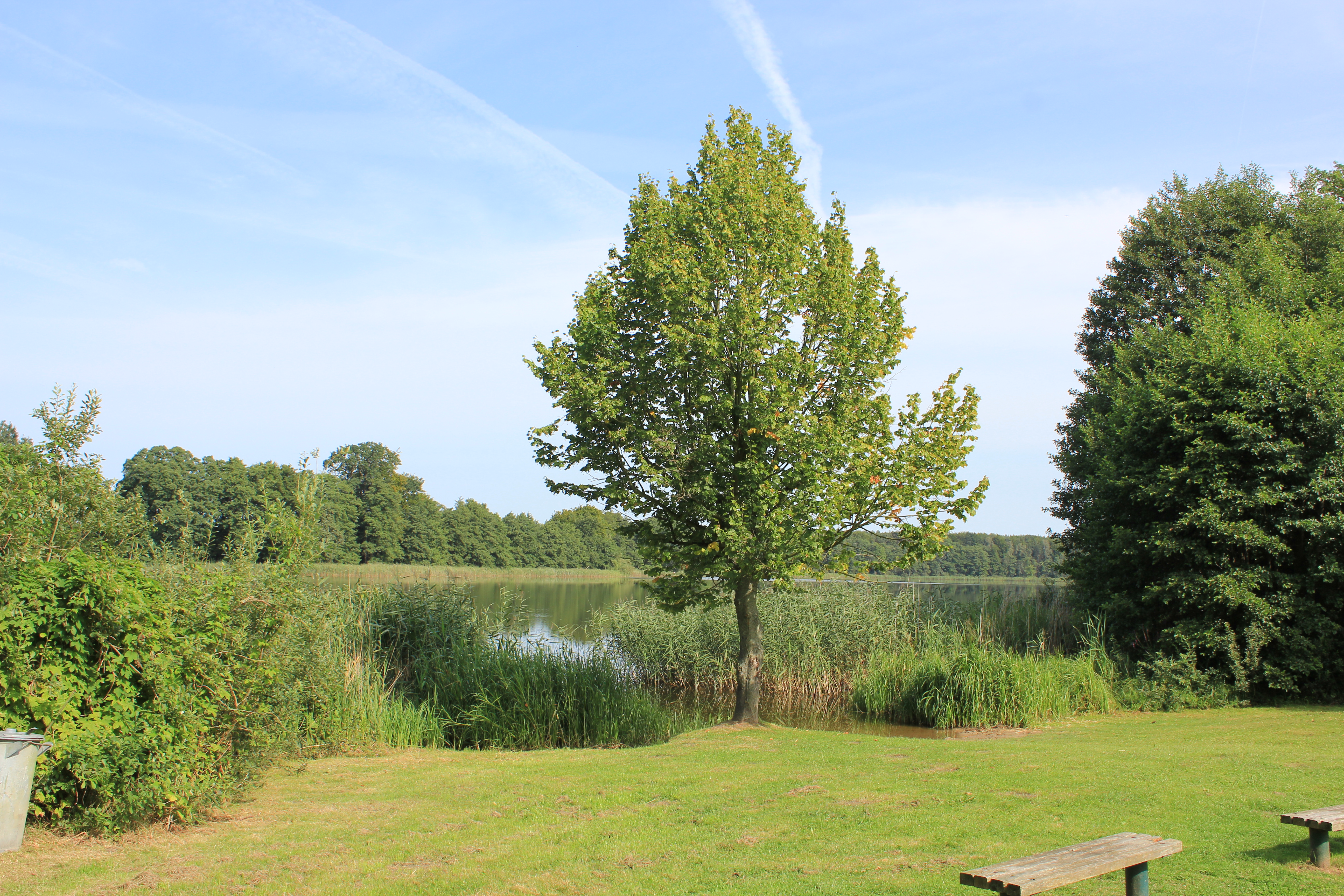

53°30′21.27″N 12°4′34.5″E / 53.5059083°N 12.076250°E
魏辛湖（德語：Weisiner See），是德國的湖泊，位於該國東北部梅克倫堡-前波美拉尼亞州，由路德維希斯盧斯特-帕爾希姆縣負責管轄，長1.8公里、寬0.3公里，面積0.34平方公里，海拔高度52米，平均水深5米，最大水深6.3米。